# オリンピックのウガンダ選手団
オリンピックのウガンダ選手団（オリンピックのウガンダせんしゅだん）は、イギリス領およびウガンダ共和国のオリンピック選手団。ウガンダ選手団はイギリス領時代の1956年メルボルンオリンピックから参加した。独立後の1976年モントリオールオリンピックでは、当時人種隔離政策を行っていた南アフリカへニュージーランドラグビー代表が遠征したことに抗議し他のアフリカ諸国とともに不参加となった。一方冬季オリンピックへの参加はまだない。

## 概要
これまで最も多くメダルを獲得した夏季オリンピックは、2020年東京オリンピックの4個である。これまでにメダルを獲得した競技は陸上競技とボクシングとなっている。
1980年モスクワオリンピックではボクシングのミドル級代表ピーター・オジャンボ(Peter Odhiambo)の兄、シャドラヒ・オジャンボ(Shadrach Odhiambo)がスウェーデン代表として出場した。シャドラヒは、ヨーロッパ遠征の際、知り合ったスウェーデン人の協力で亡命してスウェーデンの市民権を獲得していた。
その後2012年ロンドンオリンピック陸上競技（男子マラソン）で、16年ぶりのメダルおよび40年ぶりに金メダルを獲得した。

## メダル獲得数一覧

### 夏季オリンピック
| 大会名                | 金     | 銀     | 銅     | 計     |
| 1956 メルボルン       | 0      | 0      | 0      | 0      |
| 1960 ローマ           | 0      | 0      | 0      | 0      |
| 1964 東京             | 0      | 0      | 0      | 0      |
| 1968 メキシコシティー | 0      | 1      | 1      | 2      |
| 1972 ミュンヘン       | 1      | 1      | 0      | 2      |
| 1976 モントリオール   | 不参加 | 不参加 | 不参加 | 不参加 |
| 1980 モスクワ         | 0      | 1      | 0      | 1      |
| 1984 ロサンゼルス     | 0      | 0      | 0      | 0      |
| 1988 ソウル           | 0      | 0      | 0      | 0      |
| 1992 バルセロナ       | 0      | 0      | 0      | 0      |
| 1996 アトランタ       | 0      | 0      | 1      | 1      |
| 2000 シドニー         | 0      | 0      | 0      | 0      |
| 2004 アテネ           | 0      | 0      | 0      | 0      |
| 2008 北京             | 0      | 0      | 0      | 0      |
| 2012 ロンドン         | 1      | 0      | 0      | 1      |
| 2016 リオデジャネイロ | 0      | 0      | 0      | 0      |
| 2020 東京             | 2      | 1      | 1      | 4      |
| 2024 パリ             | 1      | 1      | 0      | 2      |
| 合計                  | 5      | 5      | 3      | 13     |

### 夏季オリンピック競技別
| 競技           | 金 | 銀 | 銅 | 計 |
| -------------- | -- | -- | -- | -- |
| 陸上競技       | 5  | 2  | 2  | 9  |
| ボクシング     | 0  | 3  | 1  | 4  |
| 計 (競技数: 2) | 5  | 5  | 3  | 13 |